# Kristian Karlsson (bordtennisspelare)
Kristian Gunnar Karlsson, född 6 augusti 1991 i Trollhättan, är en svensk bordtennisspelare.

## Karriär
Vid 16 års ålder flyttade han 2007 till Helsingborg där han spelade för BTK Rekord i tre år. Därefter flyttade han till Halmstad för att representera Halmstad BTK i pingisligan under tre säsonger.
Sommaren 2012 ingick Karlsson i det svenska OS-laget i London. Hösten 2013 begav han sig utomlands och den franska proffsklubben Pontoise Cergy som han representerade säsongen 2014/15. Säsongen 2016/17 representerade han Borussia Düsseldorf, med världsstjärnan Timo Boll vid sin sida. Karlsson deltog även i de olympiska spelen i Rio de Janeiro där han i singel blev bland de 32 och i lag tog sig till en kvartsfinal. I september 2016 tog han sig till en semifinal i tävlingen World Cup, där han missade medaljen i en bronsmatch. 2017 vann Karlsson med klubblaget Borussia Düsseldorf, Tyska Cupen med tre raka vinster i finalen. Därefter lyckades laget även kamma hem ligatiteln och därmed bli tyska mästare för säsongen. Karlsson fortsatte att representera Düsseldorf även 2017/18 och startade 2018 med att ännu en gång vinna den tyska cupen. 2018 lyckades Karlsson och Sverige ta ett VM-brons i lag, på hemmaplan i Halmstad. Det var den första VM-medaljen för Sverige sedan 2004. På europamästerskapen 2018, i spanska staden Alicante, tog han sin första singel medalj på seniorsidan samt ökade på sina dubbelmedaljer med ytterligare ett silver tillsammans med dubbelpartnern Mattias Falck.
Karlsson och Mattias Falck tog VM-guld i herrdubbeln 2021, det var Sveriges första VM-guld i herrdubbel sedan 1991. Vid EM 2022 vann paret åter guld, denna gång efter seger mot Österrikes Daniel Habesohn och Robert Gardos i finalen. Kristian Karlsson var också en del av det vinnande laget i lag-EM i bordtennis i Malmö 2023. Det var då första gången på 21 år som Sverige stod som segrare i lagsammanhang i bordtennis. I Sveriges lag ingick även Truls Möregårdh, Anton Källberg, Mattias Falck och Jon Persson. Jörgen Persson var förbundskapten.
Karlsson gjorde sitt tredje OS vid de olympiska sommarspelen 2024 där han deltog i mixeddubbel och lagtävlingen. I mixeddubbeln slutade han och Stina Källberg femma, i herrarnas lagtävling vann Karlsson silver tillsammans Truls Möregårdh och Anton Källberg.

## Meriter
- Ungdoms-EM 2006, silver i singel, guld i lag med Mattias Översjö, guld i mixed dubbel med Malin Pettersson och brons i dubbel med Mattias Översjö
- Ungdoms-EM 2009, silver i juniorlag och guld i dubbel tillsammans med Mattias Översjö
- Våren 2012, vinst i Korea Open U21
- Hösten 2012, EM-silver i dubbel i Herning tillsammans med Mattias Karlsson
- 2014, svensk mästare i Helsingborg där han besegrade Robert Svensson med 4-0 i finalen
- 2014 vann han och avgjorde Champions League tillsammans med Pontoise Cergy. I finalen slog de regerande mästarna Orenburg, Ryssland
- Juni 2014, semifinal i Korea Open, utslagen mot dåvarande världsettan Xu Xin
- September 2014, brons i lag-EM
- 2015, svensk mästare för andra året i rad där han besegrade Jens Lundquist 4-1 i finalen
- 2015, fransk mästare tillsammans med sitt klubblag Pontoise Cergy
- 2015, EM-brons i dubbel tillsammans med Mattias Karlsson[5]
- 2015, semifinal i Swedish Open
- 2016, fjärdeplats i Europa Top 16
- 2016, kvartsfinal i lag-VM
- 2016, Champions League mästare med Pontoise Cergy
- 2016, fransk mästare med klubblaget Pontoise Cerny
- 2016, fjärdeplats i World Cup
- 2017, vinnare i tyska Cupen med klubblaget Borussia Düsseldorf
- 2017, tysk mästare med Borussia Düsseldorf
- 2018, vinst i tyska cupen med sitt klubblag Borussia Düsseldorf
- 2018, svensk mästare för tredje gången
- 2018, VM-brons i lag
- 2018, Champions League mästare med Borussia Düsseldorf
- 2018, tysk mästare med Borussia Düsseldorf
- 2018, brons i singel EM samt silver i dubbel
- 2020/2021 Trippeln för andra gången med klubblaget Borussia Düsseldorf.(Tyska Cupen,Bundesliga och Champions League)
- 2021, Tillsammans med Mattias Falck tog de VM-guld i herrdubbeln när de slog Sydkorea. Det var Sveriges första VM-guld i herrdubbeln sedan 1991
- 2023. Guld i lag-EM i bordtennis tillsammans med Truls Möregårdh, Anton Källberg, Mattias Falck och Jon Persson. Jörgen Persson var förbundskapten
- 2024 OS-silver i lag

## Klubbar
- 2022–: GV Hennebont TT
- 2016–2022: Borussia Düsseldorf
- 2013–2016: AS Pontoise Cergy
- 2010–2013: Halmstad BTK
- 2006–2010: BTK Rekord
- 1999–2006: Trollhättan BTK